# Step Inside Love
«Step Inside Love» es una canción escrita por Paul McCartney (acreditada como "Lennon/McCartney") para Cilla Black en 1967 como un tema para su serie de televisión Cilla, que primero se lanzó a principios de 1968. Su versión fue lanzada como sencillo el 8 de marzo de 1968. Alcanzó el número ocho en las listas británicas. La grabación también fue presentada en el tercer álbum de estudio de Black como solista, Sher-oo!. Versiones remixadas de voz original de Cilla de 1960 fueron lanzados en 2009 en su álbum "Cilla All Mixed Up".
En 2002, DJ Tommy Sandhu logró convencer a Cilla de nuevo en el estudio de grabación para volver a grabar "Step Inside Love". Sandhu luego hizo un remix de la canción y 3.000 etiquetas blancas las cuales fueron enviadas a los clubes ingleses bajo el nombre de TS vs CB. El 12" en las tablas en el número tres en la tabla del club Semana de Música. Un maxisencillo de todos estos remixes fue lanzado en todo el mundo para descargar el 30 de noviembre de 2009.
McCartney grabó la canción el 16 de septiembre de 1968 durante las sesiones de The Beatles (también conocido como "The White Album"), pero no apareció en el álbum. Después del anuncio de "Step Inside Love", McCartney encabezó el grupo en "Los Paranoias", que fue escrito por los cuatro miembros de la banda. Las dos canciones fueron lanzadas finalmente como una sola pista de CD en Anthology 3 en 1996.

## Personal de The Beatles
- Paul McCartney – voz, guitarra acústica.
- John Lennon – bongoes
- Ringo Starr – claves

Personal por The Beatles Bible.

## Raras versiones
El 15 de septiembre de 1997, la EMI Records lanza The Abbey Road Decade: 1963-1973, un álbum recopilatorio de tres discos de grabaciones de Black. Se contó con la única versión de "Step Inside Love", una versión italiana (M'Innamoro), el demo original (con Paul McCartney), y una toma alternativa.
Las grabaciones de Step Inside Love como The Beatles pueden haberse realizado disponibles en el álbum de 1989, por Bas Muys titulado Secret Songs: Lennon & McCartney y en 1998 se lanzó It's Four You por la banda tributo australiana, The Beatnix.